# عبدالله رحمت شیرازی
میرزا عبدالله بن محمود بن محمد شیرازی با تخلص رحمت (۱۸۵۴ - ۱۹۲۵) پزشک، خوشنویس، شاعر و آموزگار ایرانی بود.

## زندگی و پیشه
عبدالله بن محمود بن محمد وصال شیرازی در سال ۱۸۵۴م/ ۱۲۷۰ق در شیراز زاده شد. در چهارسالگی پدرش محمود وصال شیرازی درگذشت و به سرپرستی عموی خود، میرزا احمد وقار به تحصیل ادبیات، ریاضیات و پزشکی پرداخت. سپس به هند مهاجرت نمود و در آنجا به پزشکی پیشه‌ور شد. پس از بازگشت به ایران در زادگاه خود شیراز به آموزش پزشکی و ادبیات اشتغال ورزید. رحمت شیرازی بر هر دو ادبیات فارسی و عربی تسلط داشت و در خوشنویسی، به‌ویژه خط نسخ، هنرمند بود. «شعر کم گفته ولی هرچه گفته بسیار پرنغز و پرمغز است.»

رحمت شیرازی به هنگام حکومت مسعود ظل‌السلطان، به ریاست انجمن حفظ الصحه (بهداری) برگزیده شد و تا ۱۹۲۱م این سمت را برعهده داشت، سپس به ریاست ادارهٔ معارف (فرهنگ) فارس منتقل شد.

رحمت شیرازی در سال ۱۹۲۵م/ ۱۳۴۴ق در زادگاهش درگذشت و در آرامگاه ابوالوفاء به خاک سپرده شد؛ ماده‌تاریخ آن از نظمی تبریزی:
| تا رحمت آن سخندان از تنگنای دنیا |  | در قرب رحمت حق منزل گرفت و مأوی |
| تاریخ فوت او را جستند نکته‌سنجان  |  | صاحبدلی رقم زد: رحمت به رحمت ما |

## زندگی شخصی
رحمت شیرازی متأهل بود و دو پسر به نام‌های مصطفی (بهجت) و یوسف (وصال) داشت، همسرش دخترعمویش (دختر وقار شیرازی) بود.